# Tiroïditis
La tiroïditis és la inflamació de la glàndula tiroide. La inflamació (i el consegüent dany a les cèl·lules tiroidals) es produeix generalment per un atac del sistema immunitari contra la tiroide.

## Tipus
- Tiroïditis cròniques: Hashimoto[2][3] i Riedel.[4] En la tiroïditis de Riedel es produeix una substitució progressiva del parènquima de la glàndula per teixit fibrós,[5] el qual pot afectar estructures cervicals adjacents i causar importants problemes respiratoris i/o al deglutir que de vegades fan necessària la tiroidectomia.[6]
- Tiroïditis subagudes: granulomatosa subaguda o  De Quervain[7] i limfocítica subaguda o silent.[8]
- Tiroïditis aguda: infeccioses (degudes a un virus o un bacteri).
- Tiroïditis postpart: Té naturalesa autoimmunitària i s'associa a la presència d'anticossos contra la tiroperoxidasa.[9]
- Tiroïditis per radiació: S'ha descrit en supervivents de desastres nuclears i en malalts sotmesos a radioteràpia de cap i coll.[10]

Alguns medicaments, com l'interferó alfa, el liti, l'amiodarona i la talidomida també poden provocar tiroïditis perquè tenen tendència a danyar les cèl·lules tiroidals.

## Signes i símptomes
Hi ha molts signes i símptomes diferents per a la tiroïditis, cap dels quals es patognomònic d'aquesta malaltia. Molts d'ells són similars als que presenten altres patologies, de manera que la tiroïditis a vegades pot ser difícil de diagnosticar.
Hi ha tres possibilitats:
- La tirotoxicosi[15] es produeix quan el dany de les cèl·lules tiroidals és agut, així cursa com en un hipertiroïdisme, amb uns nivells d'hormones tiroidals elevats en el torrent sanguini. Els símptomes inclouen pèrdua de pes, irritabilitat, ansietat, insomni, ritme cardíac ràpid i fatiga. La tirotoxicosi és el terme que s'utilitza amb tiroïditis, ja que la glàndula tiroide no és hiperactiva, com en el cas de l'hipertiroïdisme.[16]
- Un estat d'eutiroïdisme (uns nivells d'hormones tiroidals normals), generalment en la transició de la tirotoxicosi a l'hipotiroïdisme.
- L'hipotiroïdisme es manifesta habitualment quan el dany de les cèl·lules tiroidals és lent i crònic, o com a resultat després d'una tiroïditis aguda o en fase aguda. L'hipotiroïdisme pot incloure fatiga, augment de pes, sensació de "cap boirós", depressió, xerosi cutània (pell seca) i restrenyiment. Altres símptomes més rars inclouen edema localitzat a les cames, dolors vagues, disminució de la concentració, etc. Quan les afeccions es tornen més greus, depenent del tipus de tiroïditis, es pot començar a veure inflamació al voltant dels ulls, alentiment de la freqüència cardíaca, disminució de la temperatura corporal o fins i tot insuficiència cardíaca incipient.[17]